# Emilio Pérez Touriño
Pour les articles homonymes, voir Pérez.
Emilio Pérez Touriño (/eˈmiljo ˈpeɾeθ towˈɾiɲo/), né le 8 août 1948 à La Corogne, est un homme politique espagnol, membre du Parti socialiste ouvrier espagnol (PSOE).
Il est docteur et universitaire en sciences économiques. Militant communiste dans les années 1970, il est nommé en 1985 directeur de cabinet du ministre des Transports, Abel Caballero. Il adhère au PSOE trois ans plus tard. Au sein du ministère, il est ensuite sous-secrétaire, puis secrétaire général des Infrastructures. Il supervise, notamment, la réalisation de la LGV Madrid - Séville.
Il obtient son premier mandat électoral en 1996, comme député de La Corogne aux Cortes Generales. Il devient, l'année suivante, député de Pontevedra au Parlement de Galice, où il exerce les fonctions de porte-parole du groupe parlementaire. Il est élu secrétaire général du Parti des socialistes de Galice-PSOE (PSdeG-PSOE) lors d'un congrès extraordinaire, en 1998.
À la suite des élections autonomiques de 2005, il accède à la présidence de la Junte de Galice, en coalition avec le Bloc nationaliste galicien (BNG). Il échoue à conserver le pouvoir lors des élections de 2009, en dépit de ce que les sondages indiquaient. Il renonce alors à diriger le PSdeG-PSOE, puis quitte en 2010 la vie politique.

## Vie privée
Emilio Pérez Touriño naît le 8 août 1948 à La Corogne. Sa famille déménage peu après à Pontevedra. Alors qu'il est âgé de 12 ans, son seul frère, aîné de trois ans, meurt d'une leucémie, ce qui affecte durablement sa personnalité.
Il épouse en 1972 Esther Cid, professeure de l'enseignement primaire. Ils ont ensemble deux enfants, David et Andrea.

## Formation et parcours universitaire
Emilio Pérez Touriño est docteur en sciences économiques de l'université de Saint-Jacques-de-Compostelle (USC). Il y enseigne cette discipline entre 1973 et 1985, militant à cette époque au sein du Parti communiste galicien. À partir de 1984, il exerce les fonctions de vice-recteur de l'USC, délégué aux Affaires économiques. Au début des années 1980, il participe aux négociations relatives à l'élaboration du statut d'autonomie de la Galice, en tant que représentant du Parti communiste.

## Haut fonctionnaire puis député national
En 1985, alors qu'il a décidé de se dédier pleinement à son travail d'universitaire en raison de la déroute du Parti communiste aux élections de 1982, Emilio Pérez Touriño est appelé par son ami et ex-camarade de parti, Abel Caballero, comme directeur de cabinet au ministère des Transports, du Tourisme et des Communications. Il adhère au Parti socialiste ouvrier espagnol (PSOE) en 1988.
Il envisage initialement de travailler au ministère pendant un an, mais il restera finalement neuf ans à Madrid, occupant par la suite les fonctions de sous-secrétaire du ministère, puis de secrétaire général des Infrastructures de transport terrestre, sous l'autorité de José Barrionuevo puis de Josep Borrell,. Il suit notamment la réalisation de la LGV Madrid - Séville et de plusieurs autoroutes en Galice, comme la AP-9. L'ex-directeur de la Garde civile, Luis Roldán, l'accusera, sans preuve, d'avoir perçu des pots-de-vin pour le chantier du TGV vers l'Andalousie, et il ne sera jamais inquiété par la justice.
À sa demande, il est relevé de ses fonctions en 1994, afin de retourner à la vie universitaire. Il retourne en politique deux ans plus tard : occupant la deuxième place de la liste des candidats du PSOE dans la circonscription de La Corogne, il est élu au Congrès des députés lors des élections législatives anticipées de 1996.

## Secrétaire général du PSOE galicien
Dans la perspective des élections autonomiques du 19 octobre 1997, Emilio Pérez Touriño est investi candidat de manière assez inattendue, alors que le Parti des socialistes de Galice-PSOE (PSdeG-PSOE) procède à une très important renouvellement de ses listes.
`
Après que le scrutin a conduit à une déroute historique du Parti socialiste, son nom est évoqué pour devenir porte-parole du groupe parlementaire, en lieu et place d'Abel Caballero, chef de file électoral du parti.
Le 15 novembre, la commission exécutive le choisit effectivement pour exercer cette fonction, le secrétaire général, Francisco Vázquez, choisissant ainsi de sacrifier Caballero afin d'envoyer des signaux de prise en compte de la contestation interne générée par le fiasco électoral. C'est donc à Emilio Pérez Touriño qu'il revient de porter la position du PSdeG-PSOE dans le cadre du débat d'investiture à venir du sortant et vainqueur du scrutin, Manuel Fraga.
À la suite de la démission de Vázquez en mai 1998, il présente, au début du mois de septembre, sa candidature au secrétariat général pour le congrès extraordinaire du 10 octobre, faisant face à celle du vice-secrétaire général sortant, Miguel Cortizo (es), soutenu en privé par les proches du dirigeant démissionnaire. Le jour du congrès, Emilio Pérez Touriño s'impose avec 61,56 % des suffrages exprimés parmi les 488 délégués, contre 36,66 % à Cortizo, ce résultat enterrant définitivement l'ère Vázquez, absent des débats. Il doit notamment sa victoire au courant galléguiste, qui lui avait apporté son soutien en échange de cinq des vingt-neuf sièges au sein de la commission exécutive.
Il entre, le 23 juillet 2000, à la commission exécutive fédérale du PSOE, en tant que secrétaire exécutif, puis est réélu, en octobre suivant, à la tête des socialistes galiciens avec 73 % des suffrages. Un an plus tard, chef de file du PSdeG-PSOE, il échoue à remporter les élections régionales, mais fait progresser son parti de deux sièges, se plaçant à égalité avec le Bloc nationaliste galicien (BNG), qui le devance de 16 000 voix. 
Le 17 juillet 2004, il est réélu pour un troisième mandat de secrétaire général avec 91 % des suffrages exprimés, dans une vague générale de confirmation des dirigeants territoriaux du PSOE.

## Président de la Junte de Galice
De nouveau chef de file des socialistes à l'élection régionale du 19 juin 2005, il apporte onze points supplémentaires et huit sièges de plus au PSdeG-PSOE au Parlement de Galice, ce qui constitue son meilleur résultat depuis 1989 et l'arrivée au pouvoir du conservateur Manuel Fraga. Il entame, le 4 juillet, les négociations de coalition avec le BNG, qui aboutissent un peu moins de trois semaines plus tard, Anxo Quintana, porte-parole des nationalistes, étant promis à la vice-présidence du gouvernement régional.
Le 29 juillet, il remporte 38 voix sur 75 lors du vote d'investiture au Parlement et devient président de la Junte de Galice. Il annonce, le lendemain, un gouvernement de douze membres, à parité d'hommes et de femmes, comprenant huit membres désignés par le PSdeG-PSOE, quatre par le BNG, dont cinq indépendants.
Réélu secrétaire général des socialistes galiciens avec 97,3 % des voix le 26 juillet 2008, soit seulement douze votes blancs sur près de quatre cent cinquante délégués, il refuse, un mois plus tard, comme le demandaient certains cadres du parti, d'anticiper les élections régionales.
Il est investi, le 14 décembre suivant, candidat à sa succession et annonce, quatre jours plus tard, la tenue de l'élection régionale le 1er mars 2009, refusant toutefois de parler de scrutin anticipé.

## Fin de carrière politique
Alors que les sondages donnaient la coalition sortante gagnante par deux ou trois sièges d'avance à peine deux semaines avant l'élection, c'est finalement le Parti populaire de Galice (PPdeG), dirigé par Alberto Núñez Feijóo, qui l'emporte de justesse. Emilio Pérez Touriño présente, dès le 2 mars, sa démission irrévocable, reconnaissant que son alliance avec les nationalistes a pu produire du « désenchantement » et son manque de leadership sur ses partenaires de coalition, ce qui suscite des critiques de la direction fédérale du PSOE.
Il est remplacé le 18 avril par Feijóo à la tête de la Junte, le 25 avril par Pachi Vázquez au secrétariat général du PSdeG-PSOE et démissionne, le 10 mars 2010, de son mandat de député régional, afin d'enseigner les sciences politiques à l'université de Saint-Jacques-de-Compostelle.
Le 5 mars 2020, il participe à une discussion sur le bilan de sa coalition organisée par le journal en ligne ElDiario.es, avec son ancien vice-président, Anxo Quintana, qu'il retrouve seulement pour la seconde fois après leur perte du pouvoir.